# یواس‌ان‌اس هنری جی کایزر (تی-ای‌او-۱۸۷)
یواس‌ان‌اس هنری جی کایزر (تی-ای‌او-۱۸۷) (به انگلیسی: USNS Henry J. Kaiser (T-AO-187)) یک کشتی است که طول آن ۶۷۷ فوت (۲۰۶ متر) می‌باشد. این کشتی در سال ۱۹۸۵ ساخته شد.